# 1610-1619
De jaren 1610-1619 (van de christelijke jaartelling) zijn een decennium in de 17e eeuw.

## Meerjarige gebeurtenissen en ontwikkelingen

### Europa

#### Frankrijk
- 1610 : Koning Hendrik IV van Frankrijk wordt vermoord, zijn weduwe Maria de' Medici wordt regent voor haar achtjarige zoon Lodewijk XIII. Concino Concini wordt haar raadsman.
- 1615 : Lodewijk huwt met Anna, de dochter van koning Filips III van Spanje.
- 1617 : Concino Concini wordt vermoord, Charles de Luynes wordt de sterke man.

#### Heilig Roomse Rijk
- 1614 : Verdrag van Xanten maakt een eind aan Gulik-Kleefse Successieoorlog. De katholiek Wolfgang Willem van Palts-Neuburg krijgt het Hertogdom Gulik en Hertogdom Berg, de calvinist Johan Sigismund van Brandenburg krijgt het Hertogdom Kleef en Graafschap Mark.
- 1615-1617 : Beleg van Gradisca. De Republiek Venetië heeft het moeilijk met de stijgende invloed van Oostenrijk in de Adriatische Zee.
- 1616 : Als men te horen komt dat de raadsman van keizer Matthias, Melchior Khlesl door de paus tot kardinaal is benoemd, komt de godsdienstvrede op losse schroeven.
- 1617 : Oñateverdrag is een geheim verdrag tussen de Oostenrijkse tak en de Spaanse tak van het huis Habsburg. De Spanjaarden gaan akkoord met de aanstelling van de nieuwe keizer in spe, in navolging van de kinderloze keizer Matthias, in de persoon van de ultraconservatief Ferdinand van Binnen-Oostenrijk, in ruil voor de Spaanse weg, een corridor van Noord-Italië naar de Spaanse Nederlanden.
- 1618 : Tweede Praagse Defenestratie. Enkele Boheemse edellieden trekken de Praagse burcht binnen waar zij de vertegenwoordigers van keizer Matthias uit het raam werpen. Dit is het begin van de Boheemse Opstand, de eerste fase van de Dertigjarige Oorlog.
- 1619 : Keizer Matthias sterft, Ferdinand II volgt hem op.
- 1619 : Johan Sigismund van Brandenburg sterft, zijn zoon George Willem erft via zijn vader het keurvorstendom Brandenburg en via zijn moeder het Hertogdom Pruisen. Hij regeert in een personele unie over Brandenburg-Pruisen.

#### Noordelijke Nederlanden
- 1617 : De Scherpe Resolutie is een conflict tussen Johan van Oldenbarnevelt en Maurits van Oranje. In 1618 worden Johan van Oldenbarnevelt en Hugo de Groot gevangengezet. In 1619 wordt Johan van Oldenbarnevelt terechtgesteld op het Binnenhof in Den Haag. Andries de Witt volgt hem op als raadpensionaris van Holland.
- 1618 : Synode van Dordrecht. Een controverse binnen de Gereformeerde Kerk, vooral rond het thema van de predestinatie groeit uit tot een felle strijd tussen Arminianisme (remonstranten) en Gomarisme (contra-remonstranten). De Synode beslist het verbod van het remonstrantse geloof en het zuiveren van remonstranten uit stadsbesturen en het verbieden en vervolgen van remonstrantse erediensten. De Dordtse Leerregels worden in 1619 van toepassing.

Stad en land
- Tijdens het Twaalfjarig Bestand van 1609-1621, wordt in Amsterdam begonnen met de aanleg van de grachtengordel. Ook Den Haag wordt door de beslissing van Prins Maurits met een grachtengordel verrijkt.
- 1614 : In Amsterdam wordt de Stadsbank van Lening opgericht, een pandjeshuis zonder de woekerrente.
- 1615 : De Semslinie bepaalt de grens tussen Drenthe en Groningen.

#### Zuidelijke Nederlanden
- 1618 : Berg van Barmhartigheid. De aartshertogen Albrecht en Isabella verlenen de toelating tot het oprichten van de Berg van Barmhartigheid van Brussel. Dit gebeurt onder impuls van de architect Wenceslas Coberger, die ook de plannen voor een 15-tal andere pandjeshuizen tekent. Hiermee komt in de Spaanse Nederlanden de ontwikkeling van een netwerk van Bergen van Barmhartigheid naar Italiaans model definitief op gang. Eerdere openbare leenbeurzen waren al opgericht in de zestiende eeuw in Ieper en Brugge. De leningmaatschappijen zijn vooral bedoeld om de handel te ondersteunen, maar tevens om de armoede in de steden te bestrijden.
- 1618 : Als eenheidsmunt voor de Spaanse Nederlanden wordt de dukaat ingevoerd met een waarde van 60 stuivers.
- Tussen 1617 en 1620 wordt de Autrichepolder herdijkt, die tijdens het Beleg van Antwerpen (1584-1585) door Alexander Farnese was geïnundeerd.

#### Rusland
- 1610 : Slag bij Kloesjino. Een Russisch-Zweedse coalitie wordt verpletterend verslagen door het Pools-Litouwse Gemenebest.
- 1610-1612 : De Polen en de Zweden stellen hun kandidaat-tsaar naar voor.
- 1613 : Uiteindelijk kiezen de Russen voor de zestienjarige Michaël uit het Huis Romanov. De Zweden pikken dit niet, dit leidt tot de Ingrische Oorlog, ook de oorlog met Polen woedt verder.
- 1617 : Vrede van Stolbovo maakt een einde aan de Ingrische Oorlog. Met dit verdrag verliest Rusland zijn toegang tot de Oostzee.
- 1618 : Vrede van Deoelino maakt een einde aan de Pools-Russische Oorlog (1605-1618).

#### Scandinavië
- 1611 : Kalmaroorlog. De Zweden proberen de sonttol te omzeilen.
- 1611 : Koning Karel IX van Zweden sterft, hij wordt opgevolgd door zijn zoon Gustaaf II Adolf.
- 1612 : Gustaaf stelt Axel Oxenstierna aan als zijn raadsman.
- 1613 : Vrede van Knäred maakt een einde aan de Kalmaroorlog.
- 1617 : Nu er vrede is gesloten met Rusland, wordt de Pools-Zweedse Oorlog (1600-1629) hervat. De Zweden blokkeren de Lijfse kust.

#### Ierland
- De stadsmuur van Derry wordt  opgetrokken in steen in de periode 1613-1618 door The Honourable The Irish Society om de kolonisten uit Engeland en Schotland te verdedigen.

## Azië
- 1614 : De shogun verbiedt de verspreiding van het christendom in Japan. De snelle verbreiding van het christendom in Japan baart het shogunaat zorgen omdat de gebruiken van de christenen niet overeenstemmen met de tradities van Japan, en de angst ontstaat dat deze groep een politieke factor van belang zal gaan betekenen. Een felle christenvervolging begint.

## Wereldhandel en kolonies

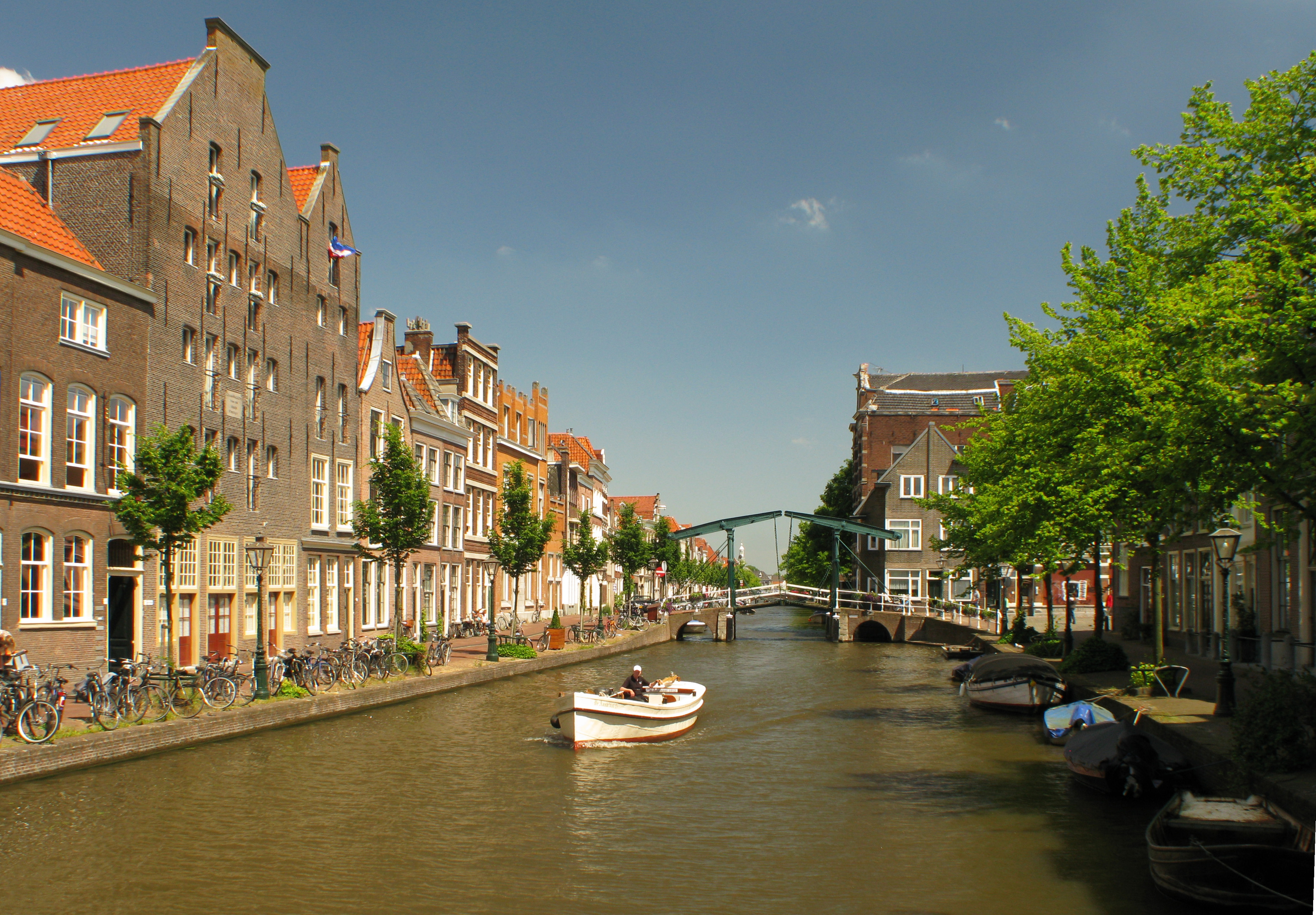
Koopmanshuizen - Leiden

- 1611 : John Rolfe wordt de eerste Brit die met succes de gewone tabaksplant weet te laten groeien in Noord-Amerika. Zo verandert hij in 1612 de Britse kolonie Jamestown in een succesvolle nederzetting. Rolfe noemt zijn tabak "Orinoco", vermoedelijk als eerbetoon aan Sir Walter Raleighs expeditie op de Orinoco. In 1614 trouwt hij met de Indiaanse prinses Pocahontas.
- 1614 - Bouw van Fort Nassau in Albany, New York. Stichting van de kolonie Nieuw-Nederland.
- 1617 : Nederlanders kopen het eiland Gorée (Senegal).
- 1619 : Jan Pieterszoon Coen verplaatst de hoofdzetel van de Verenigde Oostindische Compagnie op de Noord-Molukken van Fort Oranje op Ternate naar Batavia.

## Scheepvaart en handel
- 1614 : Oprichting van de Noordsche Compagnie door Amsterdamse en Delftse kooplieden die belangen hebben in de walvisvaart.
- 1617 : Opening van de Korenbeurs in Amsterdam. Hier wordt het graan dat per schip uit de landen rond de Oostzee werd ingevoerd (vooral Polen, Oost-Pruisen en Lijfland) doorverkocht aan handelaren uit heel Europa (zie verder moedernegotie).
- 1617 : Cockayne Project. William Cockayne probeert in de plaats van brute wol, afgewerkt textiel uit Engeland te verkopen. De Staten-Generaal verbiedt de import.  Engeland stopt het project, maar het Nederlandse verbod blijft van kracht. De Engelse textielnijverheid loopt hierdoor een achterstand op van decennia.
- 1617 : Brouwerroute. Hendrik Brouwer kiest er in 1611 voor om vanaf Kaap de Goede Hoop de intertropische convergentiezone te vermijden en zuidwaarts te zeilen tot de 'Roaring Forties', waar een groot deel van het jaar sterke westenwinden waaien, daarna tussen de 35e en 40e graad oostwaarts te zeilen om vervolgens pas ter hoogte van de Straat Soenda bij Java noordwaarts te sturen. De reisduur naar Indië verkort daardoor van een soms meer dan een jaar naar vijf tot zes maanden. De tijdwinst betekent een belangrijke kostenbesparing, evenals een grote vermindering van het aantal gevallen van scheurbuik onder de bemanning. De VOC verplicht de Brouwerroute vanaf 1617.

## Wetenschap

### Astronomie
- 1610 : Galileo Galilei kijkt naar Saturnus en ziet drie objecten in plaats van een. Vol verbazing houdt Galilei het er op dat de planeet twee handvatten (ansae) had. Als hij twee jaar later nog eens kijkt zijn deze verdwenen waarna ze twee jaar later weer verschijnen, nu duidelijker dan ooit.
- 1614 - Simon Marius publiceert zijn werk Mundus Iovialis, waarin de planeet Jupiter en zijn manen worden beschreven.
- 1616 - Copernicus' boek De Revolutionibus Orbium Coelestium (Over de omwentelingen van de hemellichamen) uit 1543 wordt door de Paus op de Index geplaatst.
- 1619 : Johann Kepler geeft zijn bewegingswetten uit waarbij hij steunt op de ontdekkingen van Tycho Brahe.

### Wiskunde
- 1612 - Bartholomaeus Pitiscus voert in zijn trigonometrische tabellen de decimale scheiding in.
- 1614 - John Napier laat zijn logaritmetafels verschijnen.
- 1619 - Nu ook de nieuwste geschriften van John Napier over de logaritme de decimale scheiding (punt of komma) gebruiken, wordt deze handige notatie voor een decimale breuk allengs gemeengoed.

## Kunst en cultuur

### Muziek
- 1618 : Johann Hermann Schein componeert zijn Opella nova.

### Schilderkunst
- 1610 : Peter Paul Rubens richt naast zijn huis een groot atelier in.

<< · 1610 · 1611 · 1612 · 1613 · 1614 · 1615 · 1616 · 1617 · 1618 · 1619 · >>
<< · 1600-1609 · 1610-1619 · 1620-1629 · 1630-1639 · 1640-1649 · 1650-1659 · 1660-1669 · 1670-1679 · 1680-1689 · 1690-1699 · >>